# Cincinnati Masters
Cincinnati Masters, oficiálně Cincinnati Open, je tenisový turnaj mužů a žen konaný v ohijském Masonu, ležícím přibližně 35 km severně od centra Cincinnati. První zápas byl odehrán 18. září 1899, což z turnaje učinilo nejstarší tenisovou událost ve Spojených státech amerických probíhající od založení v jediném unijním státu. V roce 2022 se vlastníkem turnaje stal podnikatel Benjamin Navarro, otec tenistky Emmy Navarrové.
Mužská polovina se na okruhu ATP Tour řadí do kategorie ATP Tour Masters 1000. Ženská část patří na okruhu WTA Tour do kategorie WTA 1000, která navázala na úroveň Premier 5. V roce 1979 se dějištěm stalo Tenisové centrum Lindnerovy rodiny a antuku nahradil tvrdý povrch. Jedná se o část severoamerické letní sezóny na betonech US Open Series a generálku na newyorský grandslam US Open.

## Historie
Úvodní ročník v roce 1899 proběhl pod názvem Cincinnati Open. Pojmenování turnaje se následně měnilo včetně názvů Tri-State Tennis Tournament a ATP Championships. V letech 2002–2023 byla titulárním partnerem cincinnatská finanční skupina Western & Southern Financial Group, což se odrazilo v pojmenování Western & Southern Open. V roce 2024 byl obnoven původní název Cincinnati Open, když se vlastníci turnaje dohodli s titulárním partnerem na ukončení spolupráce. Hlavním důvodem se stalo rozšíření turnaje od sezóny 2025.

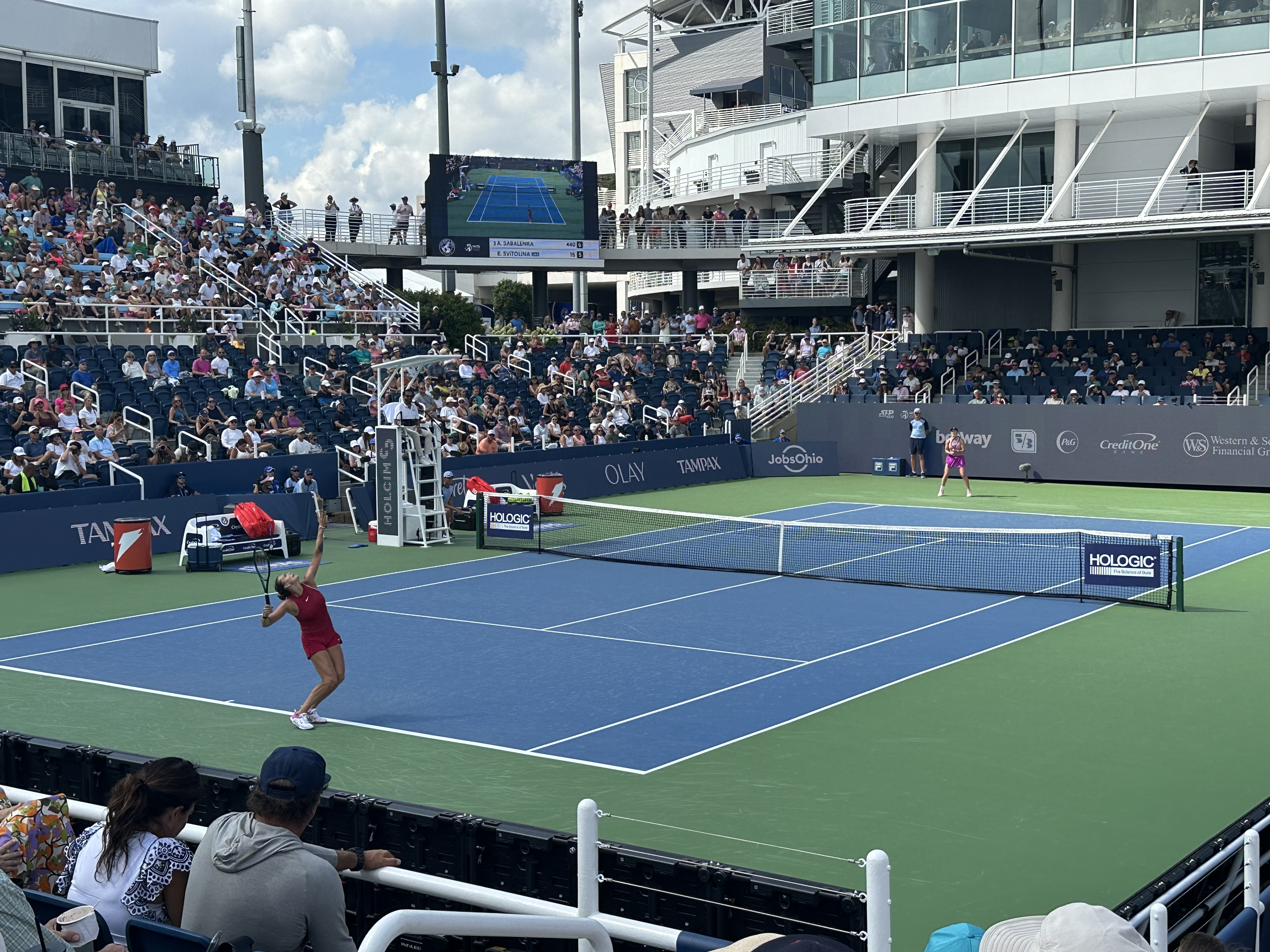
Podávající Sabalenková na Grandstandu (2024)

V sezóně 2011 došlo ke sloučení mužské a ženské poloviny do téhož hracího týdne, což se odrazilo v komerčním pojmenování Western & Southern Open. Roku 2022 se vlastníkem turnaje stal miliardář Benjamin Navarro, otec tenistky Emmy Navarrové, který uskutečnil akvizici prostřednictvím rodinné společnosti Beemok Capital.
V souladu s trendem rozšiřování mužských Mastersů a ženských turnajů WTA 1000 od sezóny 2023, navýšily v roce 2025 i Cincinnati Open i předcházející Canadian Open počet singlistů z 56 na 96, znamenající sedmikolový grandslamový formát. Ve čtyřhrách vzrostl počet z 28 na 32 dvojic. S tím se prodloužila délka trvání turnaje na dvanáct dnů, a včetně kvalifikací na čtrnáct dnů.
Nejvyšší počet sedmi singlových titulů vyhrál Švýcar Roger Federer. Mezi ženami jsou rekordmankami s pěti trofejemi Američanky Ruth Sandersová Cordesová a Clara Louise Zinkeová. Nejmladším šampionem se stal 17letý Boris Becker v roce 1985 a nejstarším 36letý Novak Djoković v roce 2023, když v nejdelším finále i zápase turnaje hraném na dva vítězné sety zdolal Alcaraze za 3:49 hodiny.

## Místo konání

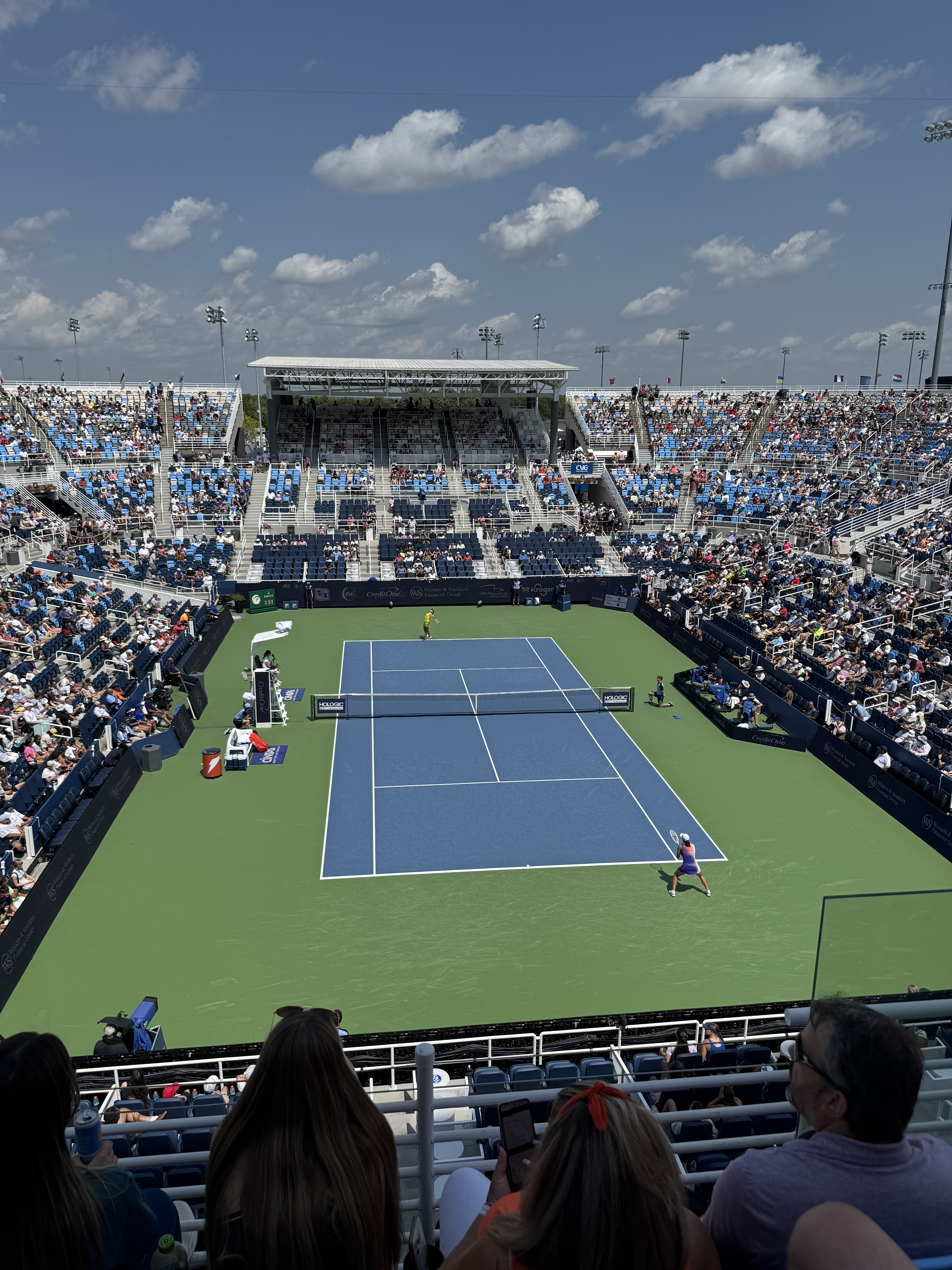
Centrální stadion areálu

Turnaj se od roku 1979 koná v areálu Lindner Family Tennis Center sídlícím v ohijském Masonu. Areál obsahuje třicet jedna dvorců, včetně pěti hlavních stadionů – Center Court, Grandstand Court, Champions Court, Court 3 a Court 10. Představuje tak jediný turnaj na světě, vyjma grandslamové čtyřky, který má více než dva stálé tenisové stadiony.
V březnu 2020 byly profesionální okruhy přerušeny pro pandemii koronaviru. K obnovení došlo během srpna. Pro muže se Cincinnati Masters 2020 stal prvním turnajem na túře ATP po znovurozehrání sezóny. Tradiční ohijské dějiště bylo kvůli pandemii přesunuto do New Yorku, s cílem omezit cestování tenistů a snížit tak riziko přenosu infekce. V newyorském tenisovém centru Billie Jean Kingové po skončení proběhl grandslam US Open.
| Stadion          | otevření | kapacita |
| ---------------- | -------- | -------- |
| Center Court     | 1981     | 11 600   |
| Grandstand Court | 1995     | 5 000    |
| Champions Court  | 2025     | 2 300    |
| Stadium 3        | 2010     | 4 000    |
| Court 10         | 1997     | 2 000    |

## Přehled finále

### Dvouhra mužů
| Rok  | vítěz                            | finalista                        | výsledek                         |
| ---- | -------------------------------- | -------------------------------- | -------------------------------- |
| 1899 | Nat Emerson                      | Dudley Sutphin                   | 8–6, 6–1, 10–8                   |
| 1900 | Raymond D. Little                | Nat Emerson                      | 6–2 6–4 6–2                      |
| 1901 | Raymond D. Little (2)            | Kreigh Collins                   | 2–6, 8–6, 6–4, 7–5               |
| 1902 | Raymond D. Little (3)            | Kreigh Collins                   | 3–6, 6–8, 6–4, 6–1, 6–2          |
| 1903 | Kreigh Collins                   | Raymond D. Little                | 11–9, 4–6, 6–1, 3–6, 6–4         |
| 1904 | Beals Wright                     | L. Harry Waidner                 | 7–5, 6–0, 6–3                    |
| 1905 | Beals Wright (2)                 | Kreigh Collins                   | 6–3, 7–5, 4–6, 7–9, 6–3          |
| 1906 | Beals Wright (3)                 | Robert LeRoy                     | 6–4, 6–4, 4–6, 4–6, 6–2          |
| 1907 | Robert LeRoy                     | Robert Chauncey Seaver           | 8–6, 6–8, 6–2, 6–0               |
| 1908 | Robert LeRoy (2)                 | Nat Emerson                      | 6–0, 7–5, 6–4                    |
| 1909 | Robert LeRoy (3)                 | Nat Emerson                      | 6–3, 3–6, 6–0, 1–6, 6–3          |
| 1910 | Richard H. Palmer                | Wallace F. Johnson               | 11–9, 6–3, 6–4                   |
| 1911 | Richard H. Palmer (2)            | Richard Bishop                   | 14–12, 6–4, 8–6                  |
| 1912 | Gus Touchard                     | Richard H. Palmer                | 6–1, 6–2, 7–5                    |
| 1913 | William S. McElroy               | Gus Touchard                     |                                  |
| 1914 | William S. McElroy (2)           | William Hoag                     | 6–4, 1–6, 6–4, 6–2               |
| 1915 | Clarence Griffin                 | William S. McElroy               | 6–4, 6–3, 6–3                    |
| 1916 | Bill Johnston                    | Clarence Griffin                 |                                  |
| 1917 | Fritz Bastian                    | John G. MacKay                   | 4–6, 6–4, 6–1, 6–2               |
| 1918 | nehráno pro první světovou válku | nehráno pro první světovou válku | nehráno pro první světovou válku |
| 1919 | Fritz Bastian (2)                | John Hennessey                   | 2–6, 6–4, 6–1, 6–4               |
| 1920 | John Hennessey                   | Walter Wesbrook                  | 8–10, 6–3, 6–3, 6–4              |
| 1921 | nehráno                          | nehráno                          | nehráno                          |
| 1922 | Louis Kuhler                     | Edwin Haupt                      | 6–3, 6–1, 6–1                    |
| 1923 | Louis Kuhler (2)                 | Paul Kunkel                      | 6–3, 6–3, 6–2                    |
| 1924 | George Lott                      | Paul Kunkel                      | 2–6, 13–11, 6–4, 6–3             |
| 1925 | George Lott (2)                  | Julius Sagalowsky                | 6–3, 7–5, 6–1                    |
| 1926 | Bill Tilden                      | George Lott                      | 4–6, 6–3, 7–9, 6–4, 6–3          |
| 1927 | George Lott                      | Emmett Pare                      | 6–4, 6–4, 6–2                    |
| 1928 | Emmett Pare                      | Harris Coggeshall                | 2–6, 6–1, 6–4, 6–4               |
| 1929 | Herbert Bowman                   | Julius Seligson                  | 2–6, 6–4, 6–4, 6–1               |
| 1930 | Frank Shields                    | Emmett Pare                      | 6–2, 6–4, 3–6, 2–6, 6–1          |
| 1931 | Cliff Sutter                     | Bruce Barnes                     | 6–3, 6–2, 3–6, 6–3               |
| 1932 | George Lott                      | Frank Parker                     | 5–7, 6–2, 4–6, 6–0, 6–3          |
| 1933 | Bryan Grant                      | Frank Parker                     | 11–9, 6–2, 1–6, 7–5              |
| 1934 | Henry Prusoff                    | Arthur Hendrix                   | 6–3, 6–2, 4–6, 6–4               |
| 1935 | nehráno pro hospodářskou krizi   | nehráno pro hospodářskou krizi   | nehráno pro hospodářskou krizi   |
| 1936 | Bobby Riggs                      | Charles Harris                   | 6–1, 6–3, 6–1                    |
| 1937 | Bobby Riggs (2)                  | John McDiarmid                   | 6–3, 6–3, 4–6, 6–3               |
| 1938 | Bobby Riggs (3)                  | Frank Parker                     | 6–1, 7–5, 6–3                    |
| 1939 | Bryan "Bitsy" Grant              | Frank Parker                     | 4–6, 6–3, 6–1, 2–6, 6–4          |
| 1940 | Bobby Riggs (4)                  | Arthur Marx                      | 11–9, 6–2, 4–6, 6–8, 6–1         |
| 1941 | Frank Parker                     | Bill Talbert                     | 6–2, 6–2, 6–4                    |
| 1942 | Pancho Segura                    | Bill Talbert                     | 1–6, 6–2, 6–4, 12–10             |
| 1943 | Bill Talbert                     | Seymour Greenberg                | 6–1, 6–2, 6–3                    |
| 1944 | Pancho Segura (2)                | Bill Talbert                     | 9–11, 6–2, 7–5, 2–6, 7–5         |
| 1945 | Bill Talbert (2)                 | Elwood Cooke                     | 6–2, 7–9 6–2                     |
| 1946 | Nick Carter                      | George Richards                  | 6–1, 6–1                         |
| 1947 | Bill Talbert (3)                 | George Pero                      | 6–1, 6–0, 6–0                    |
| 1948 | Herbert Behrens                  | Irvin Dorfman                    | 7–5, 11–9, 2–6, 6–8, 6–4         |
| 1949 | James Brink                      | Arnold Saul                      | 6–4, 6–8, 6–4, 6–0               |
| 1950 | Glenn Bassett                    | Hamilton Richardson              | 6–2, 4–6, 6–1, 6–1               |
| 1951 | Tony Trabert                     | Bill Talbert                     | 5–7, 4–6, 6–4, 6–3, 6–4          |
| 1952 | Noel Brown                       | Fred Hagist                      | 6–4, 0–6, 2–0skreč               |
| 1953 | Tony Trabert (2)                 | Hamilton Richardson              | 10–8, 6–3, 6–4                   |
| 1954 | Straight Clark                   | Sammy Giammalva                  | 8–6, 6–1, 6–1                    |
| 1955 | Bernard Bartzen                  | Tony Trabert                     | 7–9, 11–9, 6–4                   |
| 1956 | Edward Moylan                    | Bernard Bartzen                  | 6–0, 6–3, 6–3                    |
| 1957 | Bernard Bartzen (2)              | Grant Golden                     | 6–4, 7–5, 6–4                    |
| 1958 | Bernard Bartzen (3)              | Sammy Giammalva                  | 7–5, 6–3, 6–2                    |
| 1959 | Whitney Reed                     | Donald Dell                      | 1–6, 7–5, 6–3, 6–3               |
| 1960 | Miguel Olvera                    | Crawford Henry                   | 4–6, 9–7, 6–4                    |
| 1961 | Allen Fox                        | Billy Lenoir                     | 3–6, 8–6, 6–2, 6–1               |
| 1962 | Marty Riessen                    | Allen Fox                        | 1–6, 6–2, 6–2, 6–3               |
| 1963 | Marty Riessen (2)                | Herb Fitzgibbon                  | 6–1, 6–3, 7–5                    |
| 1964 | Herb Fitzgibbon                  | Robert Brien                     | 6–1, 6–3, 6–1                    |
| 1965 | Billy Lenoir                     | Herb Fitzgibbon                  | 1–6, 6–3, 6–3, 9–7               |
| 1966 | David Power                      | William Harris                   | 7–5, 3–6, 0–6, 6–1, 6–2          |
| 1967 | Joaquin Loyo-Mayo                | Jaime Fillol                     | 8–6, 6–1                         |
| 1968 | William Harris                   | Tom Gorman                       | 3–6, 6–2, 6–2                    |
| 1969 | Cliff Richey                     | Allan Stone                      | 6–1, 6–2                         |
| 1970 | Ken Rosewall                     | Cliff Richey                     | 7–9, 9–7, 8–6                    |
| 1971 | Stan Smith                       | Juan Gisbert                     | 7–6, 6–3                         |
| 1972 | Jimmy Connors                    | Guillermo Vilas                  | 6–3, 6–3                         |
| 1973 | Ilie Năstase                     | Manuel Orantes                   | 5–7, 6–3, 6–4                    |
| 1974 | Marty Riessen (3)                | Robert Lutz                      | 7–6, 7–6                         |
| 1975 | Tom Gorman                       | Sherwood Stewart                 | 7–5, 2–6, 6–4                    |
| 1976 | Roscoe Tanner                    | Eddie Dibbs                      | 7–6, 6–3                         |
| 1977 | Harold Solomon                   | Mark Cox                         | 6–2, 6–3                         |
| 1978 | Eddie Dibbs                      | Raul Ramirez                     | 5–7, 6–3, 6–2                    |
| 1979 | Peter Fleming                    | Roscoe Tanner                    | 6–4, 6–2                         |
| 1980 | Harold Solomon                   | Francisco González               | 7–6, 6–3                         |
| 1981 | John McEnroe                     | Chris Lewis                      | 6–3, 6–4                         |
| 1982 | Ivan Lendl                       | Steve Denton                     | 6–2, 7–6                         |
| 1983 | Mats Wilander                    | John McEnroe                     | 6–4, 6–4                         |
| 1984 | Mats Wilander (2)                | Anders Järryd                    | 7–6, 6–3                         |
| 1985 | Boris Becker                     | Mats Wilander                    | 6–4, 6–2                         |
| 1986 | Mats Wilander (3)                | Jimmy Connors                    | 6–4, 6–1                         |
| 1987 | Stefan Edberg                    | Boris Becker                     | 6–4, 6–1                         |
| 1988 | Mats Wilander (4)                | Stefan Edberg                    | 3–6, 7–6(7–5), 7–6(7–5)          |
| 1989 | Brad Gilbert                     | Stefan Edberg                    | 6–4, 2–6, 7–6(7–5)               |
| 1990 | Stefan Edberg                    | Brad Gilbert                     | 6–1, 6–1                         |
| 1991 | Guy Forget                       | Pete Sampras                     | 2–6, 7–6(7–4), 6–4               |
| 1992 | Pete Sampras                     | Ivan Lendl                       | 6–3, 3–6, 6–3                    |
| 1993 | Michael Chang                    | Stefan Edberg                    | 7–5, 0–6, 6–4                    |
| 1994 | Michael Chang (2)                | Stefan Edberg                    | 6–2, 7–5                         |
| 1995 | Andre Agassi                     | Michael Chang                    | 7–5, 6–2                         |
| 1996 | Andre Agassi (2)                 | Michael Chang                    | 7–6(7–4), 6–4                    |
| 1997 | Pete Sampras                     | Thomas Muster                    | 6–3, 6–4                         |
| 1998 | Patrick Rafter                   | Pete Sampras                     | 1–6, 7–6(7–2), 6–4               |
| 1999 | Pete Sampras (2)                 | Patrick Rafter                   | 7–6(9–7), 6–3                    |
| 2000 | Thomas Enqvist                   | Tim Henman                       | 7–6(7–5), 6–4                    |
| 2001 | Gustavo Kuerten                  | Patrick Rafter                   | 6–1, 6–3                         |
| 2002 | Carlos Moyà                      | Lleyton Hewitt                   | 7–5, 7–6(7–5)                    |
| 2003 | Andy Roddick                     | Mardy Fish                       | 4–6, 7–6(7–3), 7–6(7–4)          |
| 2004 | Andre Agassi                     | Lleyton Hewitt                   | 6–3, 3–6, 6–2                    |
| 2005 | Roger Federer                    | Andy Roddick                     | 6–3, 7–5                         |
| 2006 | Andy Roddick (2)                 | Juan Carlos Ferrero              | 6–3, 6–4                         |
| 2007 | Roger Federer (2)                | James Blake                      | 6–1, 6–4                         |
| 2008 | Andy Murray                      | Novak Djoković                   | 7–6(7–4), 7–6(7–5)               |
| 2009 | Roger Federer (3)                | Novak Djoković                   | 6–1, 7–5                         |
| 2010 | Roger Federer (4)                | Mardy Fish                       | 6–7(5–7), 7–6(7–1), 6–4          |
| 2011 | Andy Murray (2)                  | Novak Djoković                   | 6–4, 3–0skreč                    |
| 2012 | Roger Federer (5)                | Novak Djoković                   | 6–0, 7–6(9–7)                    |
| 2013 | Rafael Nadal                     | John Isner                       | 7–6(10–8), 7–6(7–3)              |
| 2014 | Roger Federer (6)                | David Ferrer                     | 6–3, 1–6, 6–2                    |
| 2015 | Roger Federer (7)                | Novak Djoković                   | 7–6(7–1), 6–3                    |
| 2016 | Marin Čilić                      | Andy Murray                      | 6–4, 7–5                         |
| 2017 | Grigor Dimitrov                  | Nick Kyrgios                     | 6–3, 7–5                         |
| 2018 | Novak Djoković                   | Roger Federer                    | 6–4, 6–4                         |
| 2019 | Daniil Medveděv                  | David Goffin                     | 7–6(7–3), 6–4                    |
| 2020 | Novak Djoković (2)               | Milos Raonic                     | 1–6, 6–3, 6–4                    |
| 2021 | Alexander Zverev                 | Andrej Rubljov                   | 6–2, 6–3                         |
| 2022 | Borna Ćorić                      | Stefanos Tsitsipas               | 7–6(7–0), 6–2                    |
| 2023 | Novak Djoković (3)               | Carlos Alcaraz                   | 5–7, 7–6(9–7), 7–6(7–4)          |
| 2024 | Jannik Sinner                    | Frances Tiafoe                   | 7–6(7–4), 6–2                    |
| 2025 | Carlos Alcaraz                   | Jannik Sinner                    | 5–0skreč                         |

### Ženská dvouhra
| Rok  | vítězka                          | finalistka                       | výsledek                         |
| ---- | -------------------------------- | -------------------------------- | -------------------------------- |
| 1899 | Myrtle McAteerová                | Juliette Atkinsonová             | 7–5, 6–1, 4–6, 8–6               |
| 1900 | Myrtle McAteerová                | Maud Banksová                    | 6–4, 6–8, 6–2, 6–3               |
| 1901 | Winona Clostermanová             | Juliette Atkinsonová             | 6–2, 8–6, 6–1                    |
| 1902 | Maud Banksová                    | Winona Clostermanová             | 6–2, 6–1                         |
| 1903 | Winona Clostermanová             | Myrtle McAteerová                | 6–1, 5–7, 6–4                    |
| 1904 | Myrtle McAteerová                | Winona Clostermanová             | 7–5, 6–3                         |
| 1905 | May Suttonová                    | Myrtle McAteerová                | 6–0, 6–0                         |
| 1906 | May Suttonová                    | Florence Suttonová               | 7–5, 6–2                         |
| 1907 | May Suttonová                    | Martha Kinseyová                 | 6–1, 6–1                         |
| 1908 | Martha Kinseyová                 | Marjorie Doddová                 | 4–6, 8–6, 6–2                    |
| 1909 | Edith Hannamová                  | Martha Kinseyová                 | 6–3, 6–1                         |
| 1910 | Miriam Steeverová                | Rhea Fairbairnová                | 4–6, 8–6, 6–0                    |
| 1911 | Marjorie Doddová                 | Helen McLaughlinová              | 6–0, 6–2                         |
| 1912 | Marjorie Doddová                 | May Suttonová                    |                                  |
| 1913 | Ruth Sandersová                  | Marjorie Doddová                 | 6–2, 6–3                         |
| 1914 | Ruth Sandersová                  | Katharine Brownová               | 7–5, 5–7, 6–2                    |
| 1915 | Molla Bjurstedt Malloryová       | Ruth Sandersová                  | 6–0, 6–4                         |
| 1916 | Martha Guthrieová                | Marguerite Davisová              | 6–2, 2–6, 6–1                    |
| 1917 | Katharine Brownová               | Willis Adamsová                  | 7–5, 0–6, 6–4                    |
| 1918 | nehráno pro první světovou válku | nehráno pro první světovou válku | nehráno pro první světovou válku |
| 1919 | nehráno                          | nehráno                          | nehráno                          |
| 1920 | Ruth Sanders Cordesová           | Ruth Kingová                     | 6–1, 6–0                         |
| 1921 | nehráno                          | nehráno                          | nehráno                          |
| 1922 | Ruth Sanders Cordesová           | Olga Strashunová                 | 6–3, 6–4                         |
| 1923 | Ruth Sanders Cordesová           | Clara Louise Zinkeová            | 6–0, 7–5                         |
| 1924 | Olga Strashunová                 | Clara Louise Zinkeová            | 6–4, 6–2                         |
| 1925 | Marian Leightonová               | Clara Louise Zinkeová            | 6–3, 6–2                         |
| 1926 | Clara Louise Zinkeová            | Olga Strashunová                 | 6–2, 6–2                         |
| 1927 | Clara Louise Zinkeová            | Marian Leightonová               | 6–4, 4–6, 4–1skreč               |
| 1928 | Midge Gladmanová                 | Clara Louise Zinkeová            | 6–4, 6–4                         |
| 1929 | Clara Louise Zinkeová            | Ruth Rieseová                    | 6–2, 6–3                         |
| 1930 | Clara Louise Zinkeová            | Ruth Rieseová                    | 6–2, 6–4                         |
| 1931 | Clara Louise Zinkeová            | Ruth Rieseová                    | 6–1, 6–1                         |
| 1932 | Dorothy Weisel Hacková           | Clara Louise Zinkeová            | 6–1, 6–0                         |
| 1933 | Muriel Adamsová                  | Helen Fultonová                  | 6–4, 6–4                         |
| 1934 | Gracyn Wheelerová                | Esther Bartoshová                | bez boje                         |
| 1935 | nehráno pro hospodářskou krizi   | nehráno pro hospodářskou krizi   | nehráno pro hospodářskou krizi   |
| 1936 | Lila Porterová                   | Virginia Hollingerová            | 6–4, 6–3                         |
| 1937 | Virginia Hollingerová            | Monica Nolanová                  | 6–3, 6–2                         |
| 1938 | Virginia Hollingerová            | Margaret Jesseeová               | 8–6, 1–6, 6–0                    |
| 1939 | Catherine Wolfová                | Virginia Hollingerová            | 6–2, 6–3                         |
| 1940 | Alice Marbleová                  | Gracyn Wheelerová                | 6–3, 6–4                         |
| 1941 | Pauline Betzová                  | Mary Arnoldová                   | 6–4, 6–3                         |
| 1942 | Catherine Wolfová                | Monica Nolanová                  | 6–4, 6–1                         |
| 1943 | Pauline Betzová                  | Catherine Wolfová                | 6–0, 6–2                         |
| 1944 | Dorothy Bundy Cheneyová          | Pauline Betzová                  | 7–5, 6–4                         |
| 1945 | Pauline Betzová                  | Dorothy Bundy Cheneyová          | 6–2, 6–0                         |
| 1946 | Virginia Kovacsová               | Shirley Fryová                   | 6–4, 6–1                         |
| 1947 | Betty Rosenquestová              | Betty Hulbert Jamesová           | 9–7, 6–2                         |
| 1948 | Dorothy Head Knodeová            | Mercedes Madden Lewisová         | 6–4, 6–4                         |
| 1949 | Magda Ruracová                   | Beverly Baker Fleitzová          | 6–4, 2–6, 6–0                    |
| 1950 | Beverly Baker Fleitzová          | Magda Ruracová                   | 5–7, 6–3, 9–7                    |
| 1951 | Pat Canning Toddová              | Magda Ruracová                   | 6–3, 6–4                         |
| 1952 | Anita Kanterová                  | Doris Poppleová                  | 6–0, 6–1                         |
| 1953 | Thelma Coyne Longová             | Anita Kanterová                  | 7–5, 6–2                         |
| 1954 | Lois Felixová                    | Ethel Nortonová                  | 6–1, 6–3                         |
| 1955 | Mimi Arnoldová                   | Barbara Breitová                 | 6–4, 6–3                         |
| 1956 | Yola Ramirez Ochoaová            | Mary Ann Mitchellová             | 7–5, 6–1                         |
| 1957 | Lois Felixová                    | Pat Naudová                      | 7–5, 2–6, 7–5                    |
| 1958 | Gwyn Thomasová                   | Martha Hernandezová              | 6–1, 6–2                         |
| 1959 | Donna Floydová                   | Carol Hanksová                   | 5–7, 6–2, 6–4                    |
| 1960 | Carol Hanksová                   | Farel Footmanová                 | 6–2, 4–6, 6–3                    |
| 1961 | Fern Kellmeyerová                | Carole Caldwell Graebnerová      | 3–6, 12–10, 7–5                  |
| 1962 | Julie Heldmanová                 | Roberta Alisonová                | 6–4, 6–4                         |
| 1963 | Stephanie DeFinaová              | Jane Bartkowiczová               | 7–5, 6–2                         |
| 1964 | Jean Danilovichová               | Alice Tymová                     | 6–1, 6–2                         |
| 1965 | Stephanie DeFinaová              | Roberta Alisonová                | 10–8, 5–7, 6–4                   |
| 1966 | Jane Bartkowiczová               | Fern Kellmeyerová                | 6–3, 6–3                         |
| 1967 | Jane Bartkowiczová               | Patsy Rippyová                   | 6–4, 6–1                         |
| 1968 | Linda Tuerová                    | Tory Fretzová                    | 6–1, 6–2                         |
| 1969 | Lesley Turner Bowreyová          | Gail Chanfreauová                | 1–6, 7–5, 10–10skreč             |
| 1970 | Rosie Casalsová                  | Nancy Richey Gunterová           | 6–3, 6–3                         |
| 1971 | Virginia Wadeová                 | Linda Tuerová                    | 6–3, 6–3                         |
| 1972 | Margaret Courtová                | Evonne Goolagongová              | 3–6, 6–2, 7–5                    |
| 1973 | Evonne Goolagongová              | Chris Evertová                   | 6–2, 7–5                         |
| 1974 | ženy nehrány                     | ženy nehrány                     | ženy nehrány                     |
| 1979 | ženy nehrány                     | ženy nehrány                     | ženy nehrány                     |
| 1980 | Tracy Austinová                  | Chris Evertová                   | 6–2, 6–1                         |
| 1981 | Martina Navrátilová              | Sylvia Haniková                  | 6–2, 6–4                         |
| 1982 | Barbara Potterová                | Bettina Bungeová                 | 6–4, 7–6                         |
| 1983 | ženy nehrány                     | ženy nehrány                     | ženy nehrány                     |
| 1987 | ženy nehrány                     | ženy nehrány                     | ženy nehrány                     |
| 1988 | Barbara Potterová (2)            | Helen Kelesiová                  | 6–2, 6–2                         |
| 1989 | ženy nehrány                     | ženy nehrány                     | ženy nehrány                     |
| 2003 | ženy nehrány                     | ženy nehrány                     | ženy nehrány                     |
| 2004 | Lindsay Davenportová             | Věra Zvonarevová                 | 6–3, 6–2                         |
| 2005 | Patty Schnyderová                | Akiko Morigamiová                | 6–4, 6–0                         |
| 2006 | Věra Zvonarevová                 | Katarina Srebotniková            | 6–2, 6–4                         |
| 2007 | Anna Čakvetadzeová               | Akiko Morigamiová                | 6–1, 6–3                         |
| 2008 | Naděžda Petrovová                | Nathalie Dechyová                | 6–2, 6–1                         |
| 2009 | Jelena Jankovićová               | Dinara Safinová                  | 6–4, 6–2                         |
| 2010 | Kim Clijstersová                 | Maria Šarapovová                 | 2–6, 7–6(7–4), 6–2               |
| 2011 | Maria Šarapovová                 | Jelena Jankovićová               | 4–6, 7–6(7–3), 6–3               |
| 2012 | Li Na                            | Angelique Kerberová              | 1–6, 6–3, 6–1                    |
| 2013 | Viktoria Azarenková              | Serena Williamsová               | 2–6, 6–2, 7–6(8–6)               |
| 2014 | Serena Williamsová               | Ana Ivanovićová                  | 6–4, 6–1                         |
| 2015 | Serena Williamsová (2)           | Simona Halepová                  | 6–3, 7–6(7–5)                    |
| 2016 | Karolína Plíšková                | Angelique Kerberová              | 6–3, 6–1                         |
| 2017 | Garbiñe Muguruzaová              | Simona Halepová                  | 6–1, 6–0                         |
| 2018 | Kiki Bertensová                  | Simona Halepová                  | 2–6, 7–6(8–6), 6–2               |
| 2019 | Madison Keysová                  | Světlana Kuzněcovová             | 7–5, 7–6(7–5)                    |
| 2020 | Viktoria Azarenková (2)          | Naomi Ósakaová                   | bez boje                         |
| 2021 | Ashleigh Bartyová                | Jil Teichmannová                 | 6–3, 6–1                         |
| 2022 | Caroline Garciaová               | Petra Kvitová                    | 6–2, 6–4                         |
| 2023 | Coco Gauffová                    | Karolína Muchová                 | 6–3, 6–4                         |
| 2024 | Aryna Sabalenková                | Jessica Pegulaová                | 6–3, 7–5                         |
| 2025 | Iga Świąteková                   | Jasmine Paoliniová               | 7–5, 6–4                         |

### Mužská čtyřhra (od roku 1968)
| Rok  | vítězové                             | finalisté                         | výsledek                   |
| ---- | ------------------------------------ | --------------------------------- | -------------------------- |
| 1968 | Ron Goldman William Brown            | Joaquin Loyo-Mayo Jaime Fillol    | 10–8, 6–3                  |
| 1969 | Bob Lutz Stan Smith                  | Arthur Ashe Charlie Pasarell      | 6–3, 6–4                   |
| 1970 | Ilie Năstase Ion Țiriac              | Bob Hewitt Frew McMillan          | 6–3, 6–4                   |
| 1971 | Stan Smith Erik van Dillen           | Sandy Mayer Roscoe Tanner         | 6–4, 6–4                   |
| 1972 | Bob Hewitt Frew McMillan             | Paul Gerken Humphrey Hose         | 7–6, 6–4                   |
| 1973 | John Alexander Phil Dent             | Brian Gottfried Raúl Ramírez      | 1–6, 7–6, 7–6              |
| 1974 | Dick Dell Sherwood Stewart           | James Delaney John Whitlinger     | 4–6, 7–6, 6–2              |
| 1975 | Phil Dent Cliff Drysdale             | Marcello Lara Joaquin Loyo-Mayo   | 7–6, 6–4                   |
| 1976 | Stan Smith Erik van Dillen           | Eddie Dibbs Harold Solomon        | 6–1, 6–1                   |
| 1977 | John Alexander Phil Dent             | Bob Hewitt Roscoe Tanner          | 6–3, 7–6                   |
| 1978 | Gene Mayer Raúl Ramírez              | Ismail El Shafei Brian Fairlie    | 6–3, 6–3                   |
| 1979 | Brian Gottfried Ilie Năstase         | Bob Lutz Stan Smith               | 1–6, 6–3, 7–6              |
| 1980 | Bruce Manson Brian Teacher           | Wojciech Fibak Ivan Lendl         | 6–7, 7–5, 6–4              |
| 1981 | John McEnroe Ferdi Taygan            | Bob Lutz Stan Smith               | 7–6, 6–3                   |
| 1982 | Peter Fleming John McEnroe           | Steve Denton Mark Edmondson       | 6–2, 6–3                   |
| 1983 | Victor Amaya Tim Gullikson           | Carlos Kirmayr Cassio Motta       | 6–4, 6–3                   |
| 1984 | Francisco González Matt Mitchell     | Sandy Mayer Balázs Taróczy        | 4–6, 6–3, 7–6(7–4)         |
| 1985 | Stefan Edberg Anders Järryd          | Joakim Nyström Mats Wilander      | 4–6, 6–2, 6–3              |
| 1986 | Mark Kratzmann Kim Warwick           | Christo Steyn Danie Visser        | 6–3, 6–4                   |
| 1987 | Ken Flach Robert Seguso              | Steve Denton John Fitzgerald      | 7–5, 6–3                   |
| 1988 | Rick Leach Jim Pugh                  | Jim Grabb Patrick McEnroe         | 6–2, 6–4                   |
| 1989 | Ken Flach Robert Seguso              | Pieter Aldrich Danie Visser       | 6–4, 6–4                   |
| 1990 | Darren Cahill Mark Kratzmann         | Neil Broad Gary Muller            | 7–6(10–8), 6–2             |
| 1991 | Ken Flach Robert Seguso              | Grant Connell Glenn Michibata     | 6–7(3–7), 6–4, 7–5         |
| 1992 | Todd Woodbridge Mark Woodforde       | Patrick McEnroe Jonathan Stark    | 6–3, 1–6, 6–3              |
| 1993 | Andre Agassi Petr Korda              | Stefan Edberg Henrik Holm         | 7–6(7–4), 6–4              |
| 1994 | Alex O'Brien Sandon Stolle           | Wayne Ferreira Mark Kratzmann     | 6–7(4–7), 6–3, 6–2         |
| 1995 | Todd Woodbridge Mark Woodforde       | Mark Knowles Daniel Nestor        | 6–2, 3–0skreč              |
| 1996 | Mark Knowles Daniel Nestor           | Sandon Stolle Cyril Suk           | 3–6, 6–3, 6–4              |
| 1997 | Todd Woodbridge Mark Woodforde       | Mark Philippoussis Patrick Rafter | 7–6(8–6), 4–6, 6–4         |
| 1998 | Mark Knowles Daniel Nestor           | Olivier Delaître Fabrice Santoro  | 6–1, 2–1skreč              |
| 1999 | Byron Black Jonas Björkman           | Todd Woodbridge Mark Woodforde    | 6–3, 7–6(8–6)              |
| 2000 | Todd Woodbridge Mark Woodforde       | Ellis Ferreira Rick Leach         | 7–6(8–6), 6–4              |
| 2001 | Maheš Bhúpatí Leander Paes           | Martin Damm David Prinosil        | 7–6(7–3), 6–3              |
| 2002 | James Blake Todd Martin              | Maheš Bhúpatí Max Mirnyj          | 7–5, 6–3                   |
| 2003 | Bob Bryan Mike Bryan                 | Wayne Arthurs Paul Hanley         | 7–5, 7–6(7–5)              |
| 2004 | Mark Knowles Daniel Nestor           | Jonas Björkman Todd Woodbridge    | 6–2, 3–6, 6–3              |
| 2005 | Jonas Björkman Max Mirnyj            | Wayne Black Kevin Ullyett         | 7–6(7–3), 6–2              |
| 2006 | Jonas Björkman Max Mirnyj            | Bob Bryan Mike Bryan              | 3–6, 6–3, [10–7]           |
| 2007 | Jonatan Erlich Andy Ram              | Bob Bryan Mike Bryan              | 4–6, 6–3, [13–11]          |
| 2008 | Bob Bryan Mike Bryan                 | Jonatan Erlich Andy Ram           | 4–6, 7–6(7–2), [10–7]      |
| 2009 | Daniel Nestor Nenad Zimonjić         | Bob Bryan Mike Bryan              | 3–6, 7–6(7–2), [15–13]     |
| 2010 | Bob Bryan Mike Bryan                 | Maheš Bhúpatí Max Mirnyj          | 6–3, 6–4                   |
| 2011 | Maheš Bhúpatí Leander Paes           | Michaël Llodra Nenad Zimonjić     | 7–6(7–4), 7–6(7–2)         |
| 2012 | Robert Lindstedt Horia Tecău         | Maheš Bhúpatí Rohan Bopanna       | 6–4, 6–4                   |
| 2013 | Bob Bryan Mike Bryan                 | Marcel Granollers Marc López      | 6–4, 4–6, [10–4]           |
| 2014 | Bob Bryan Mike Bryan                 | Vasek Pospisil Jack Sock          | 6–3, 6–2                   |
| 2015 | Daniel Nestor Édouard Roger-Vasselin | Marcin Matkowski Nenad Zimonjić   | 6–2, 6–2                   |
| 2016 | Ivan Dodig Marcelo Melo              | Jean-Julien Rojer Horia Tecău     | 7–6(7–5), 6–7(5–7), [10–6] |
| 2017 | Pierre-Hugues Herbert Nicolas Mahut  | Jamie Murray Bruno Soares         | 7–6(8–6), 6–4              |
| 2018 | Jamie Murray Bruno Soares            | Juan Sebastián Cabal Robert Farah | 4–6, 6–3, [10–6]           |
| 2019 | Ivan Dodig (2) Filip Polášek         | Juan Sebastián Cabal Robert Farah | 4–6, 6–4, [10–6]           |
| 2020 | Pablo Carreño Busta Alex de Minaur   | Jamie Murray Neal Skupski         | 6–2, 7–5                   |
| 2021 | Marcel Granollers Horacio Zeballos   | Steve Johnson Austin Krajicek     | 7–6(7–5), 7–6(7–5)         |
| 2022 | Rajeev Ram Joe Salisbury             | Tim Pütz Michael Venus            | 7–6(7–4), 7–6(7–5)         |
| 2023 | Máximo González Andrés Molteni       | Jamie Murray Michael Venus        | 3–6, 6–1, [11–9]           |
| 2024 | Marcelo Arévalo Mate Pavić           | Mackenzie McDonald Alex Michelsen | 6–2, 6–4                   |
| 2025 | Nikola Mektić Rajeev Ram             | Lorenzo Musetti Lorenzo Sonego    | 4–6, 6–3, [10–5]           |

### Ženská čtyřhra (od 1968)
| Rok  | vítězky                                  | finalistky                                     | výsledek              |
| ---- | ---------------------------------------- | ---------------------------------------------- | --------------------- |
| 1968 | Emilie Burrerová Linda Tuerová           | Peggy Michelová Carol Gayová                   | 6–2, 6–3              |
| 1969 | Kerry Harrisová Valerie Ziegenfussová    | Emilie Burrerová Pam Richmondová               | 6–3, 9–7              |
| 1970 | Rosie Casalsová Gail Chanfreauová        | Helen Gourlayová Pat Walkdenová                | 12–10, 6–1            |
| 1971 | Helen Gourlayová Kerry Harrisová         | Gail Chanfreauová Winnie Shawová               | 6–4, 6–4              |
| 1972 | Margaret Courtová Evonne Goolagongová    | Brenda Kirková Pat Walkdenová                  | 6–4, 6–1              |
| 1973 | Pat Walkdenová Ilana Klossová            | Evonne Goolagongová Janet Youngová             | 7–6, 3–6, 6–2         |
| 1974 | ženy nehrány                             | ženy nehrány                                   | ženy nehrány          |
| 1979 | ženy nehrány                             | ženy nehrány                                   | ženy nehrány          |
| 1980 | Laura duPontová Pam Shriverová           | Mima Jaušovecová Ann Kijomuraová               | 6–3, 6–3              |
| 1981 | Kathy Jordanová Anne Smithová            | Martina Navrátilová Pam Shriverová             | 1–6, 6–3, 6–3         |
| 1982 | Sue Barkerová Ann Kijomuraová            | Pam Shriverová Anne Smithová                   | 6–2, 7–6              |
| 1983 | ženy nehrány                             | ženy nehrány                                   | ženy nehrány          |
| 1987 | ženy nehrány                             | ženy nehrány                                   | ženy nehrány          |
| 1988 | Beth Herrová Candy Reynoldsová           | Lindsay Bartlettová Helen Kelesiová            | 4–6, 7–6(11–9), 6–1   |
| 1989 | ženy nehrány                             | ženy nehrány                                   | ženy nehrány          |
| 2003 | ženy nehrány                             | ženy nehrány                                   | ženy nehrány          |
| 2004 | Jill Craybasová Marlene Weingärtnerová   | Emmanuelle Gagliardiová Anna-Lena Grönefeldová | 7–5, 7–6(7–2)         |
| 2005 | Laura Granvillová Abigail Spearsová      | Květa Peschkeová María Emilia Salerniová       | 3–6, 6–2, 6–4         |
| 2006 | Maria Elena Camerinová Gisela Dulková    | Marta Domachowská Sania Mirzaová               | 6–4, 3–6, 6–2         |
| 2007 | Bethanie Matteková Sania Mirzaová        | Alina Židkovová Taťána Pučeková                | 7–6(7–4), 7–5         |
| 2008 | Maria Kirilenková Naděžda Petrovová      | Sie Šu-wej Jaroslava Švedovová                 | 6–4, 4–6, [10–8]      |
| 2009 | Cara Blacková Liezel Huberová            | Nuria L. Vivesová María J. M. Sánchezová       | 6–3, 0–6, [10–2]      |
| 2010 | Viktoria Azarenková Maria Kirilenková    | Gisela Dulková Flavia Pennettaová              | 6–2, 6–1              |
| 2011 | Vania Kingová Jaroslava Švedovová        | Natalie Grandinová Vladimíra Uhlířová          | 6–4, 3–6, [11–9]      |
| 2012 | Andrea Hlaváčková Lucie Hradecká         | Katarina Srebotniková Čeng Ťie                 | 6–1, 6–3              |
| 2013 | Sie Šu-wej Pcheng Šuaj                   | Anna-Lena Grönefeldová Květa Peschkeová        | 2–6, 6–3, [12–10]     |
| 2014 | Raquel Kops-Jonesová Abigail Spearsová   | Tímea Babosová Kristina Mladenovicová          | 6–1, 2–0skreč         |
| 2015 | Čan Chao-čching Čan Jung-žan             | Casey Dellacquová Jaroslava Švedovová          | 7–5, 6–4              |
| 2016 | Sania Mirzaová Barbora Strýcová          | Martina Hingisová Coco Vandewegheová           | 7–5, 6–4              |
| 2017 | Čan Jung-žan (2) Martina Hingisová       | Sie Šu-wej Monica Niculescuová                 | 4–6, 6–4, [10–7]      |
| 2018 | Lucie Hradecká (2) Jekatěrina Makarovová | Elise Mertensová Demi Schuursová               | 6–2, 7–5              |
| 2019 | Lucie Hradecká (3) Andreja Klepačová     | Anna-Lena Grönefeldová Demi Schuursová         | 6–4, 6–1              |
| 2020 | Květa Peschkeová Demi Schuursová         | Nicole Melicharová Sü I-fan                    | 6–1, 4–6, [10–4]      |
| 2021 | Samantha Stosurová Čang Šuaj             | Gabriela Dabrowská Luisa Stefaniová            | 7–5, 6–3              |
| 2022 | Ljudmyla Kičenoková Jeļena Ostapenková   | Nicole Melichar-Martinezová Ellen Perezová     | 7–6(7–5), 6–3         |
| 2023 | Alycia Parksová Taylor Townsendová       | Nicole Melichar-Martinezová Ellen Perezová     | 6–7(1–7), 6–4, [10–6] |
| 2024 | Asia Muhammadová Erin Routliffeová       | Leylah Fernandezová Julia Putincevová          | 3–6, 6–1, [10–4]      |
| 2025 | Gabriela Dabrowská Erin Routliffeová     | Kuo Chan-jü Alexandra Panovová                 | 6–4, 6–3              |

## Rekordy (otevřená éra)

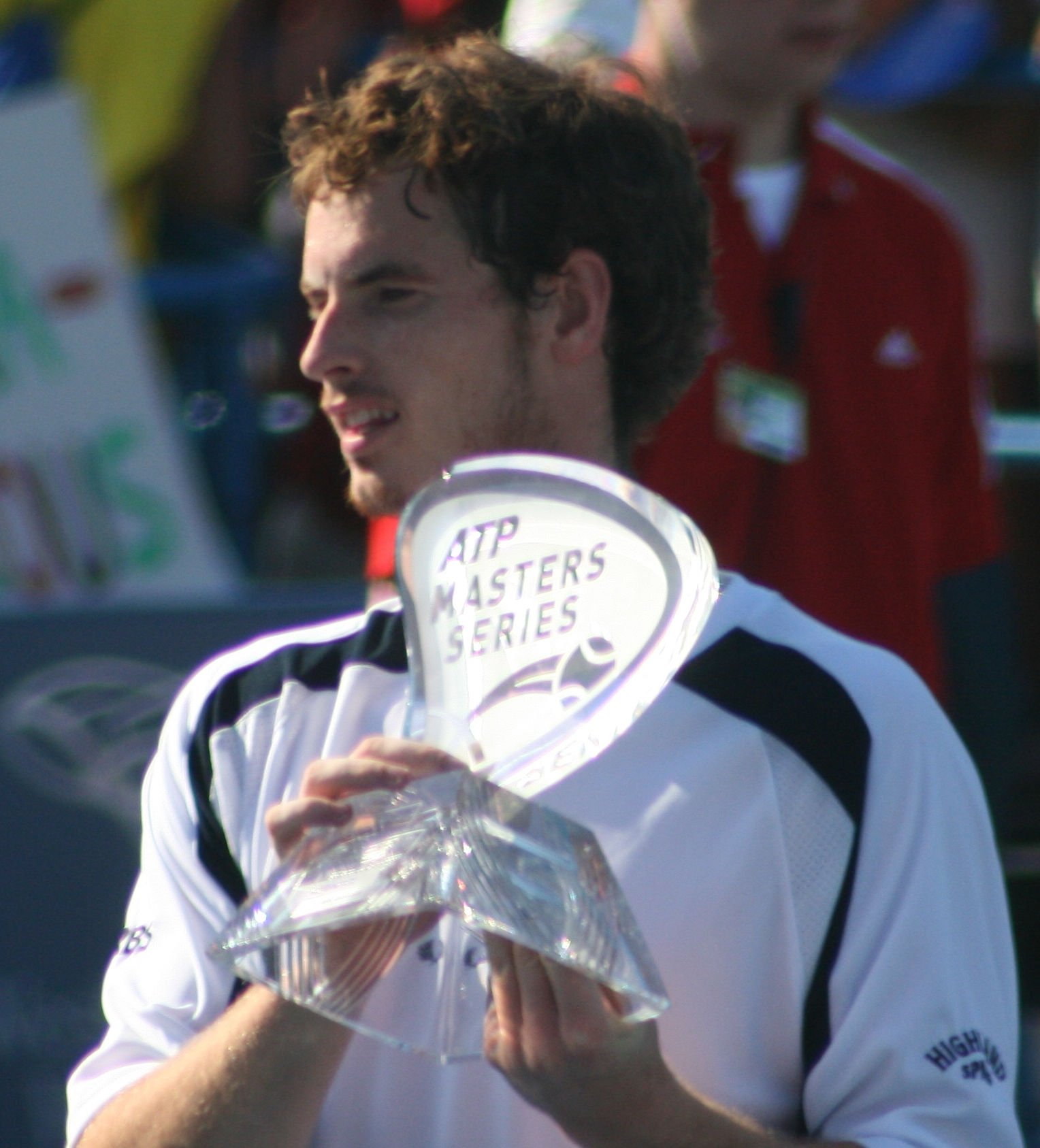
Andy Murray, 2008

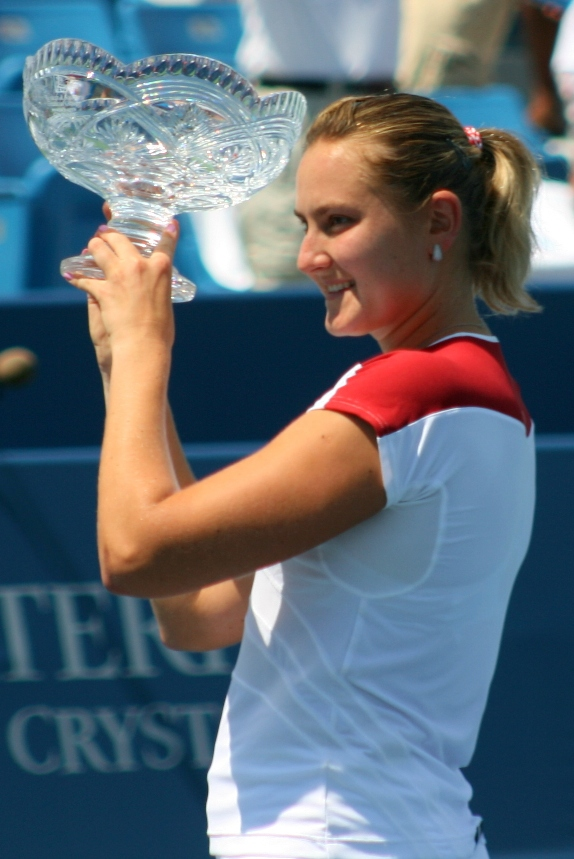
Naděžda Petrovová, 2008

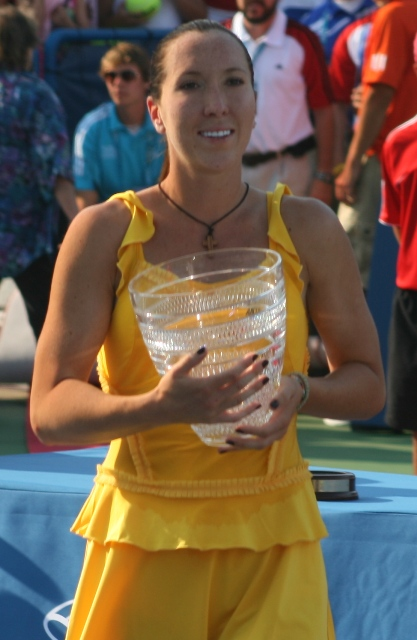
Jelena Jankovićová, 2012

Titulem v roce 2018 zkompletoval Novak Djoković jako první tenista kariérní Zlatý Masters, vítězství na všech Mastersech v kalendáři okruhu. Triumfem z roku 2020 pak uzavřel kariérní Zlatý Masters podruhé.
| Mužská dvouhra            | Mužská dvouhra     | Mužská dvouhra                                        |
| Rekord                    | Rekord             | držitelé rekordu                                      |
| ------------------------- | ------------------ | ----------------------------------------------------- |
| Nejvíce titulů            | 7                  | Roger Federer                                         |
| Nejvíce finále            | 8                  | Roger Federer Novak Djoković                          |
| Nejvíce odehraných zápasů | 57                 | Roger Federer Novak Djoković                          |
| Nejvíce vyhraných zápasů  | 47                 | Roger Federer                                         |
| Nejmladší vítěz           | 17 let, 8 m a 29 d | Boris Becker (1985)                                   |
| Nejstarší vítěz           | 36 let, 2 m a 28 d | Novak Djoković (2023)                                 |
| Nejvýše postavený vítěz   | 1. ATP             | 11 světových jedniček Jannik Sinner (2024, naposledy) |
| Nejníže postavený vítěz   | 152. ATP           | Borna Ćorić (2022)                                    |
| Mužská čtyřhra            |                    |                                                       |
| Nejvíce titulů            | 5                  | Bob Bryan Mike Bryan Daniel Nestor                    |
| Ženská dvouhra            |                    |                                                       |
| Nejvíce titulů            | 2                  | Viktoria Azarenková Serena Williamsová                |
| Nejvíce finále            | 3                  | Simona Halepová Serena Williamsová                    |
| Vítězná kvalifikantka     | 1                  | Caroline Garciaová (2022)                             |
| Vítězky na divokou kartu  | 2                  | Lindsay Davenportová (2004) Maria Šarapovová (2011)   |
| Nejvíce vyhraných zápasů  | 24                 | Jelena Jankovićová                                    |
| Nejmladší vítězka         | 19 let a 160 dnů   | Coco Gauffová (2023)                                  |
| Nejstarší vítězka         | 33 let a 331 dnů   | Serena Williamsová (2015)                             |
| Ženská čtyřhra            |                    |                                                       |
| Nejvíce titulů            | 3                  | Lucie Hradecká                                        |

## Galerie

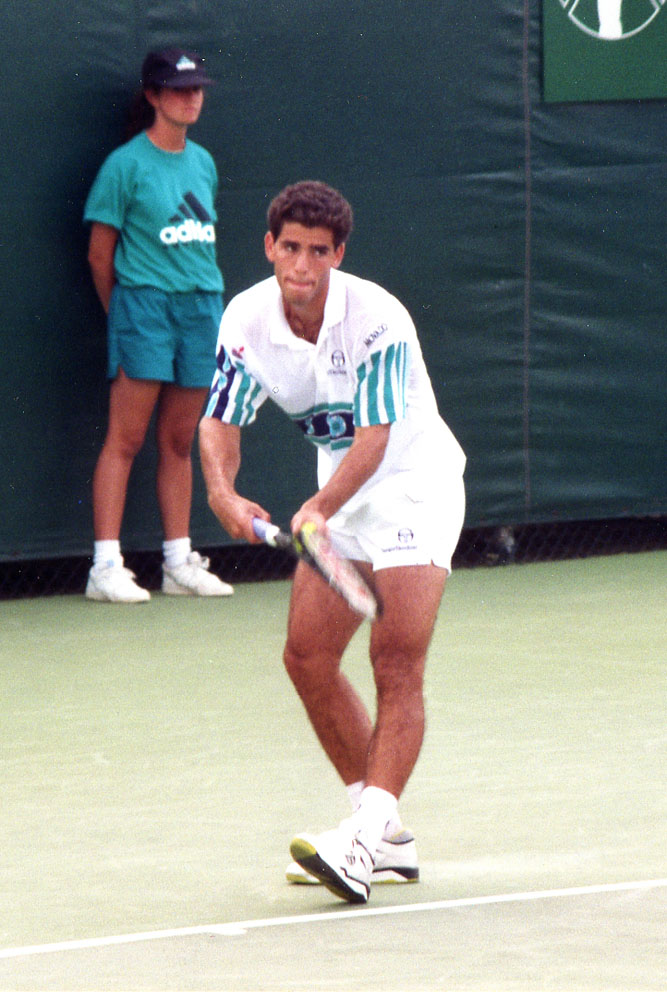
Pete Sampras, 1992
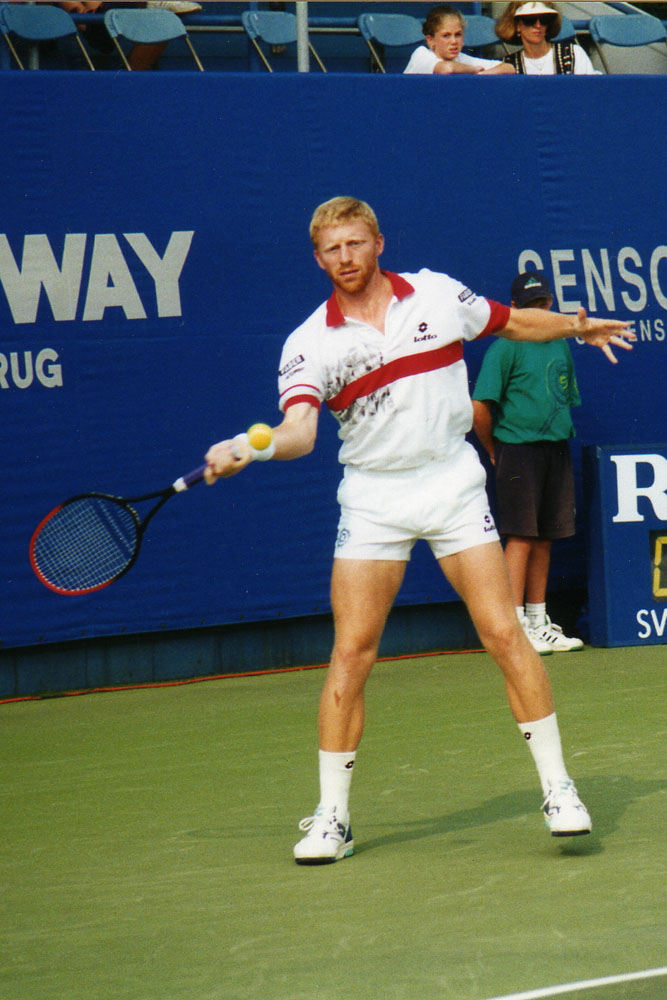
Boris Becker, 1994
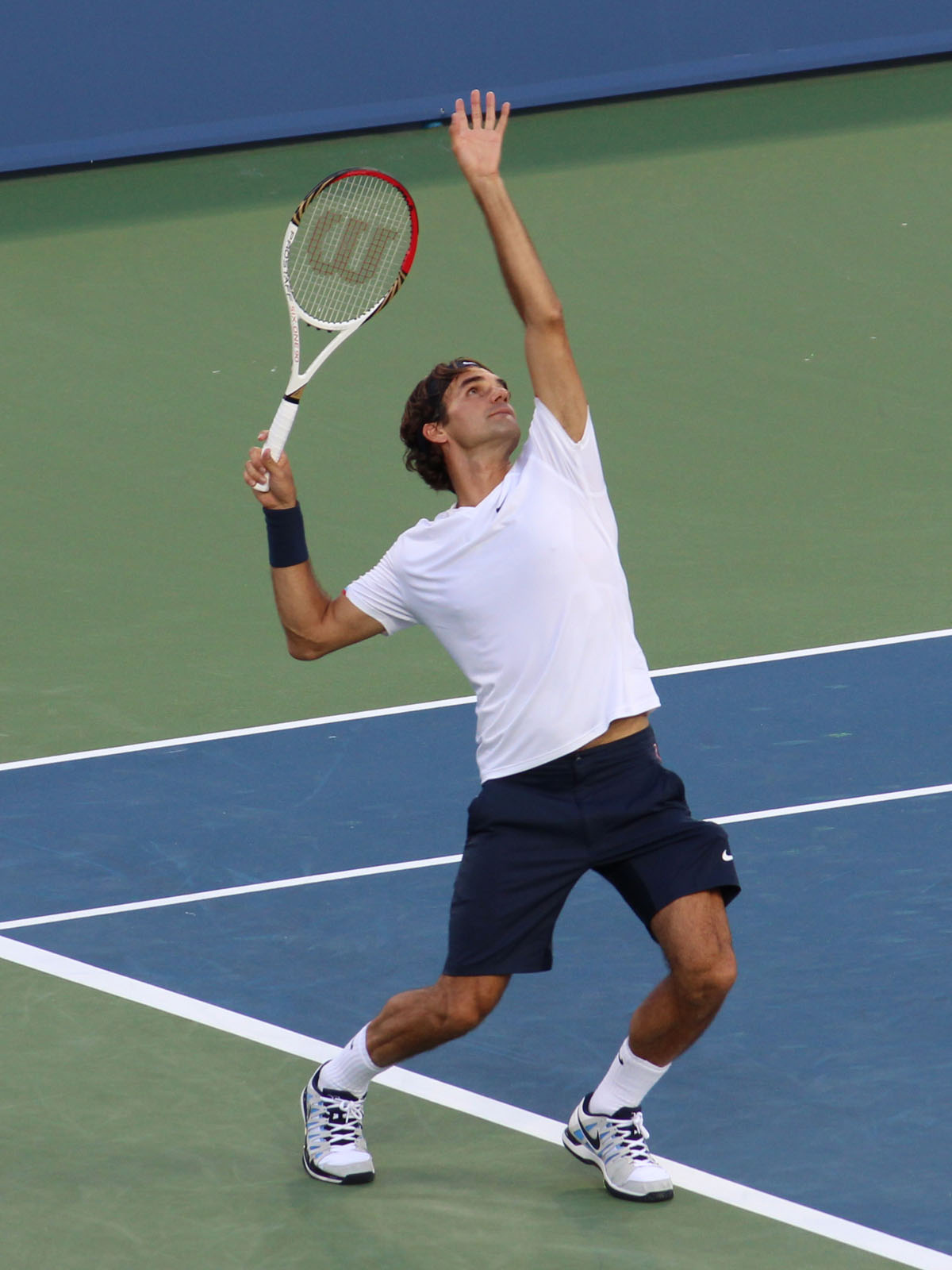
Roger Federer, 2012
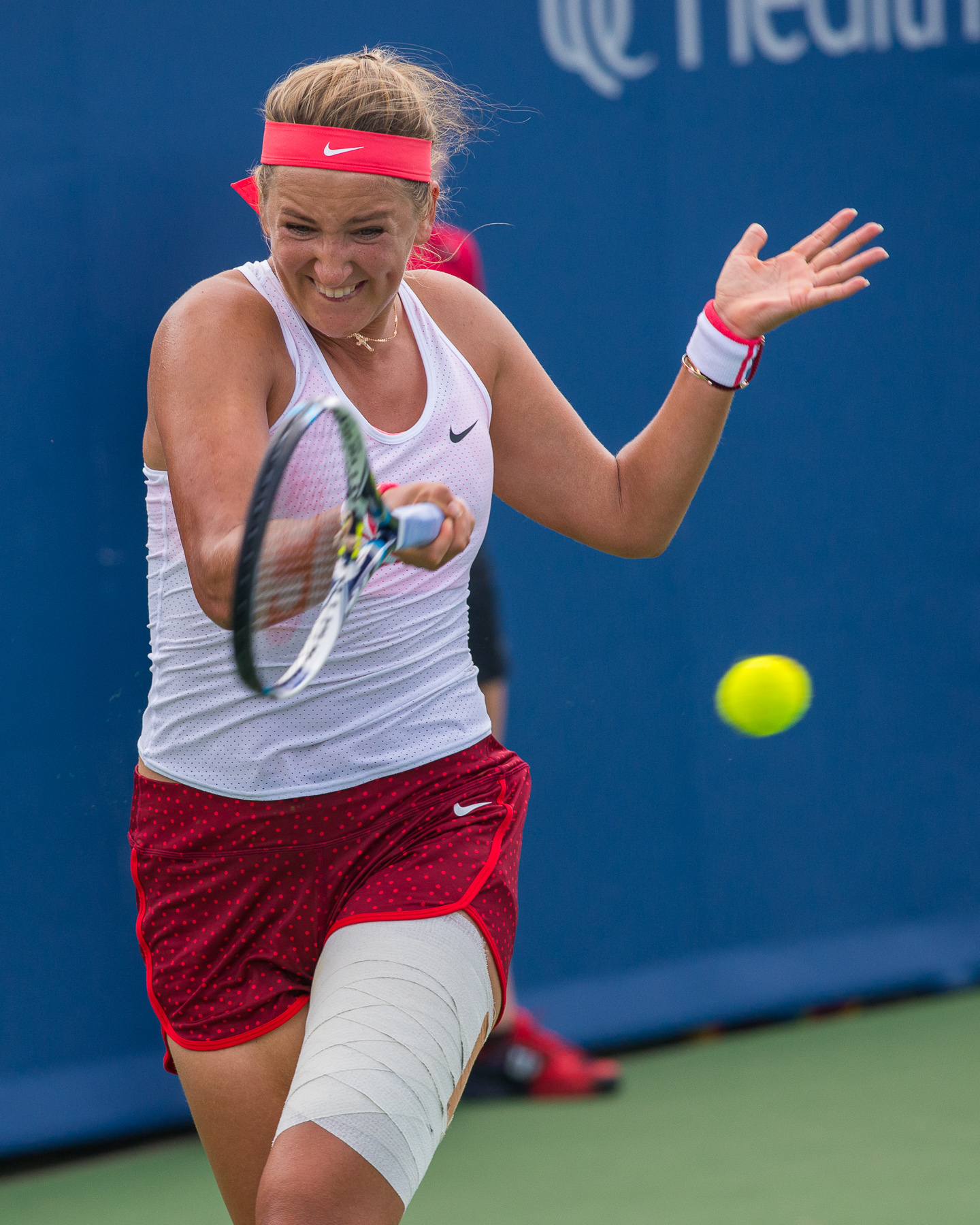
Viktoria Azarenková, 2015
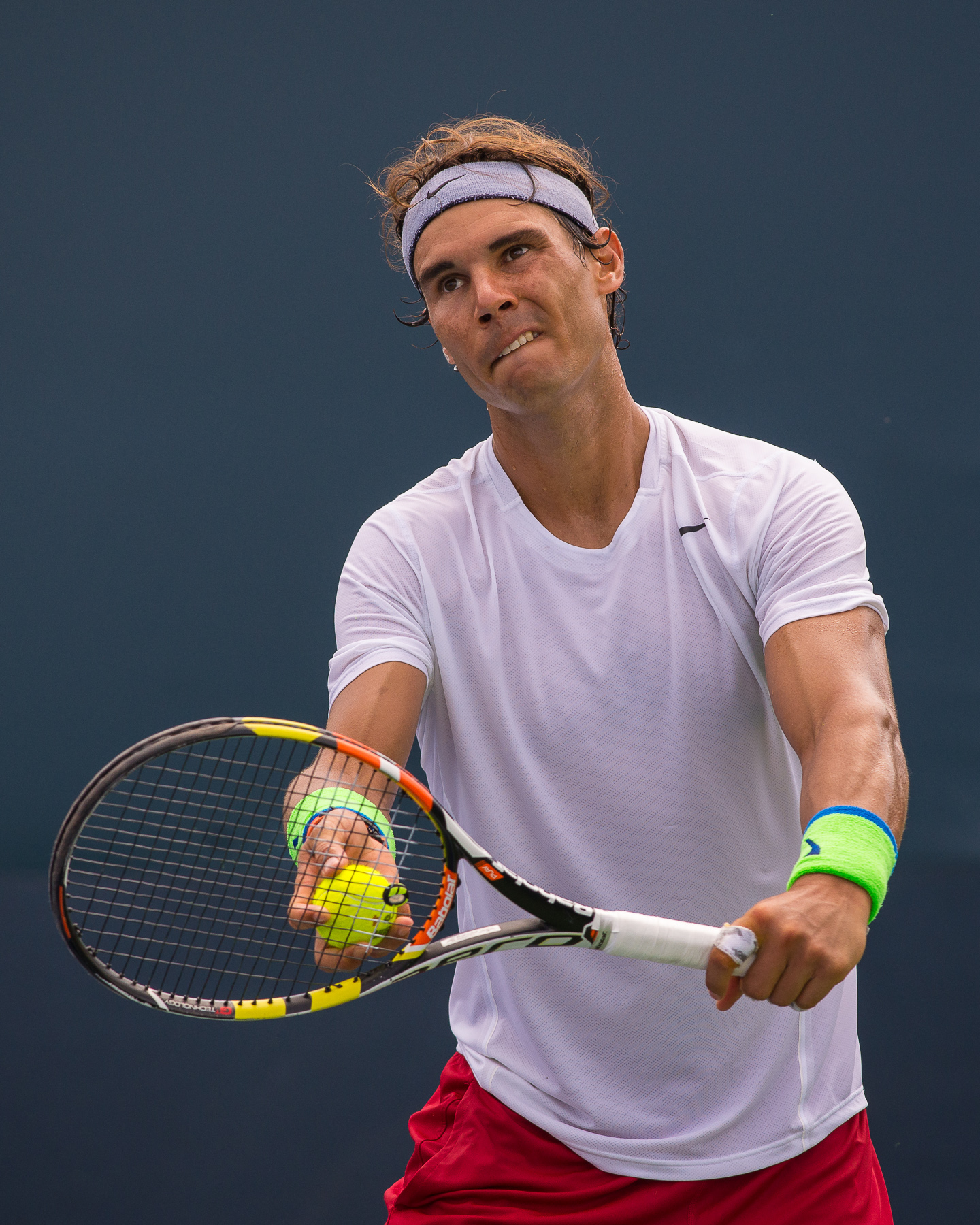
Rafael Nadal, 2015
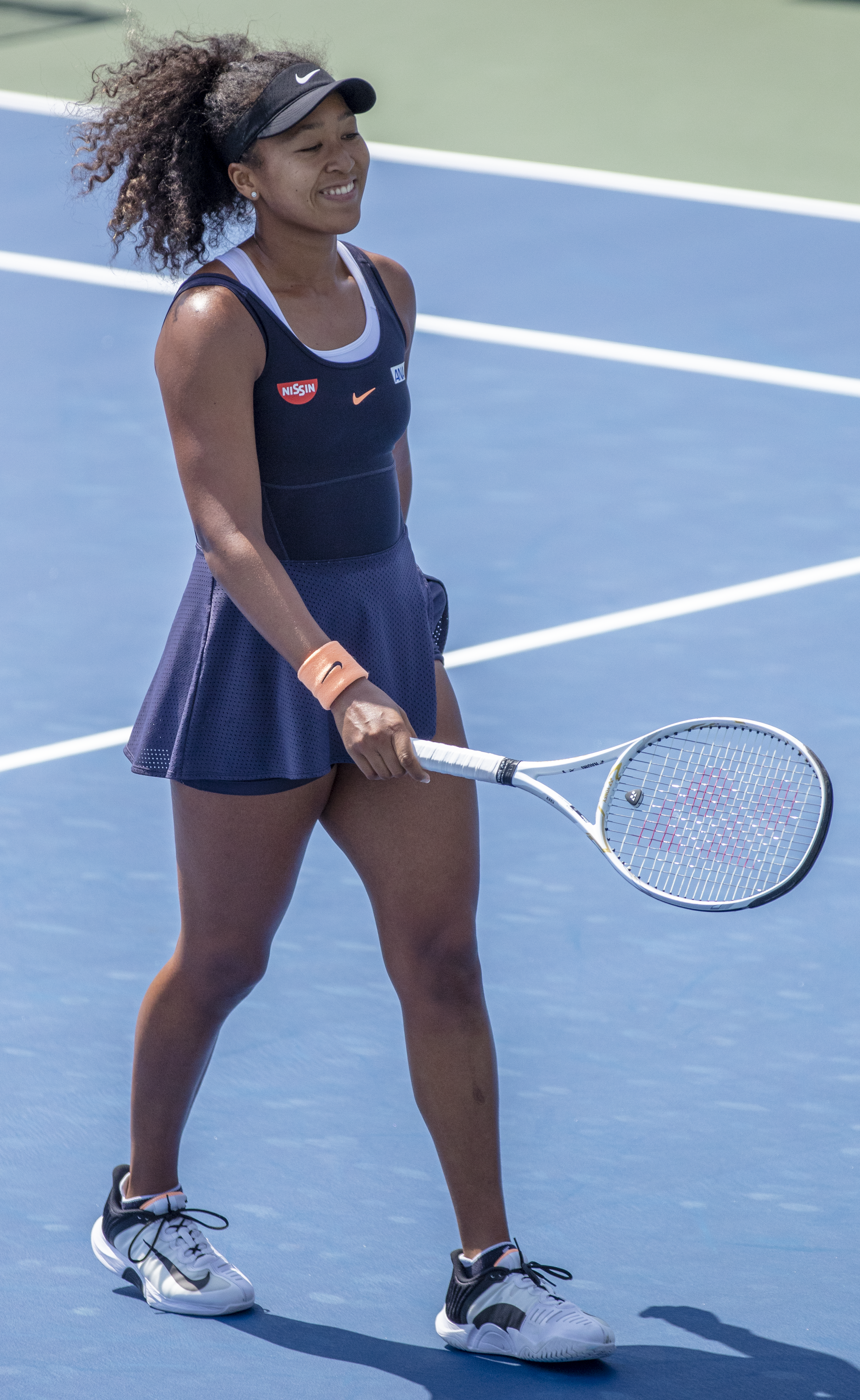
Naomi Ósakaová, 2020